# Schoenobius arimatheella
Schoenobius arimatheella är en fjärilsart som beskrevs av William Schaus 1922. Schoenobius arimatheella ingår i släktet Schoenobius och familjen Crambidae. Inga underarter finns listade i Catalogue of Life.